# Bursa anserina
Die Bursa anserina ist ein Schleimbeutel im Bereich des Kniegelenks auf dem inneren Seitenband unter dem Pes anserinus superficialis, der gemeinsamen Ansatzsehne von Musculus semitendinosus, Musculus gracilis und Musculus sartorius.
Eine Entzündung des Schleimbeutels (Bursitis anserina) führt zu belastungsabhängigen Schmerzen an der vorderen Knieinnenseite und tritt vor allem im Zusammenhang mit einem Pes-anserinus-Syndrom auf.